# Launched coaster
Un launched coaster (in italiano: "montagne russa lanciata" o "accelerata") è una montagna russa in cui treno viene accelerato ad alte velocità in pochi secondi per mezzo di uno o di una serie di motori lineari, che possono essere a induzione (LIM) o sincroni (LSM), oppure attraverso altri meccanismi che impiegano energia idraulica o pneumatica; in sostanza, eliminano così la necessità di una classica rampa iniziale. Questa modalità di accelerazione alimenta molte delle montagne russe più veloci al mondo. 

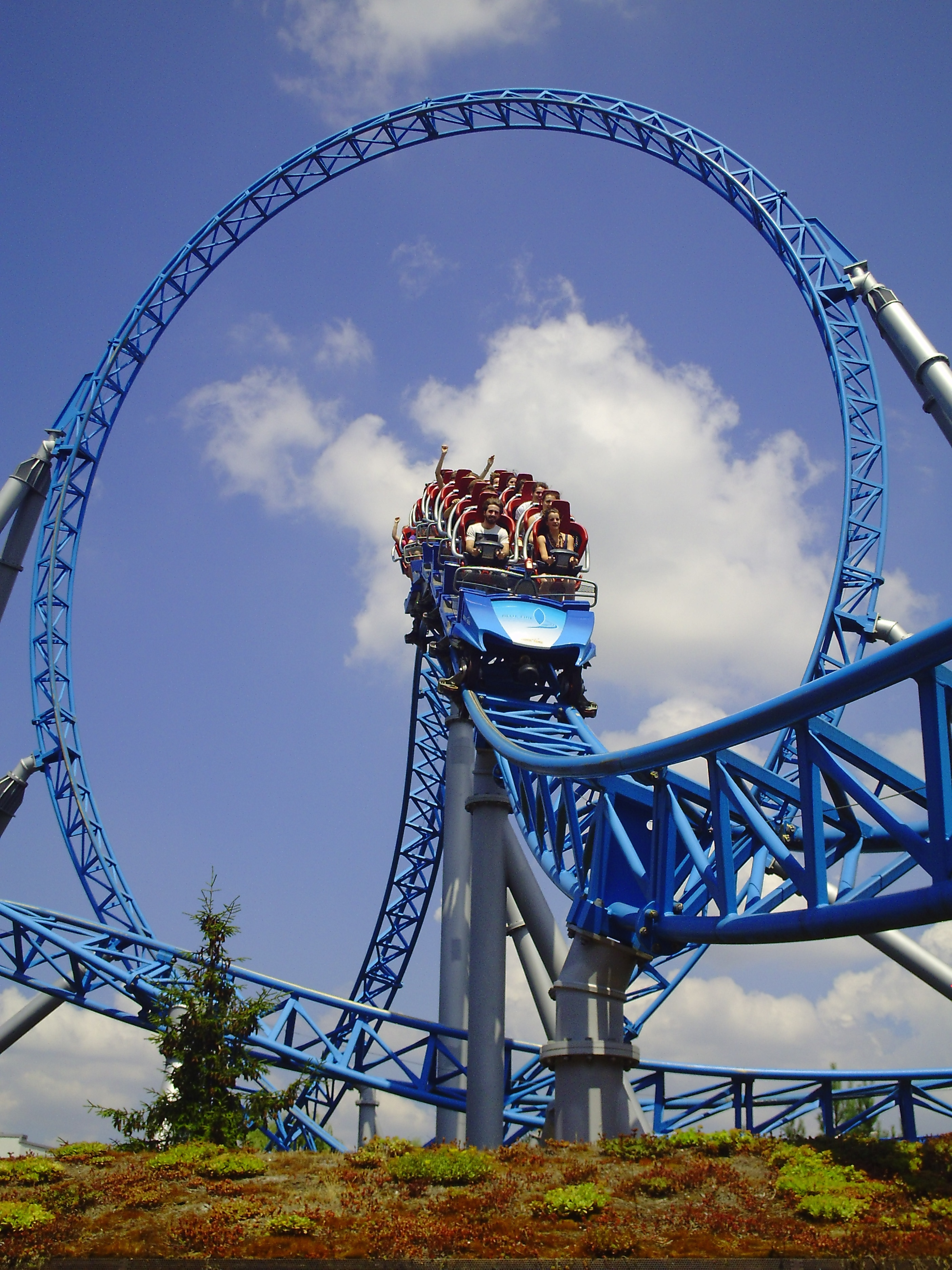
Un esempio di launched coaster: Blue Fire a Europa-Park, in Germania

I launched coaster sono caratterizzati da velocità più elevate e percorsi più impressionanti. Il primo launched coaster si ebbe nel parco di divertimenti statunitense Knotts Berry Farm nel 1978 con Montezooma's Revenge (un shuttle coaster).

## Descrizione
Ci sono molti modi con cui i launched coaster accelerano i treni ad alte velocità. I seguenti sono i più diffusi.

### Via elettromagnetismo

#### LIM/LSM
Launched coaster con motori a induzione lineare (LIM) e motori sincroni lineari (LSM) utilizzano la propulsione tramite elettromagneti, che utilizzano grandi quantità di elettricità per spingere il treno lungo il launch track. Nove aziende di progettazione che producono questi tipi di attrazioni sono Vekoma, Intamin, Gerstlauer, Premier Rides, Maurer Söhne, Zierer, Mack Rides, Bolliger & Mabillard e Rocky Mountain Construction.

### Via pressione dei fluidi

#### Forza idraulica
I launched coaster a pressione idraulica utilizzano la pressione del fluido idraulico come propulsore, attraverso sistemi idraulici. Essi offrono ai passeggeri un'elevata accelerazione, ma con una migliore fluidità rispetto ai meccanismi di accelerazione elettromagnetica. Il produttore svizzero Intamin introdusse per primo questa modalità di accelerazione.

#### Forza pneumatica
Utilizzando lo stesso tipo di sistema idraulico, una modalità di accelerazione a pressione pneumatica utilizza aria compressa per accelerare il veicolo. La tecnologia è stata sviluppata dall'azienda americana S&S. Il primo ottovolante di questo tipo fu l'Hypersonic XLC, aperto a Kings Dominion, vicino a Doswell, in Virginia, nel 2001.

### Altri
Altri sistemi di accelerazione sfruttano catapulte, volani, motori elettrici, la tensione elastica e pneumatici.
Un nuovo sistema di recente introduzione è il LEM (Linear Eddy current Motor) o lanciatore magnetico: una serie di volani accoppiati a dischi di alluminio imprime una spinta a magneti posti sotto le vetture, senza che vi sia contatto fra le parti. Due esempi di questa tecnica si trovano nel Drifter al Sochi Park nel Sochi Olympic Park ed al FunWorks, Abu Dhabi (realizzati da I.E.Park).

## Installazioni
I launched coaster sono particolarmente diffusi negli Stati Uniti. Le prime due montagne russe più veloci al mondo sono infatti dei launched coaster: Kingda Ka a Six Flags Great Adventure, in New Jersey, e Top Thrill Dragster a Cedar Point, in Ohio.

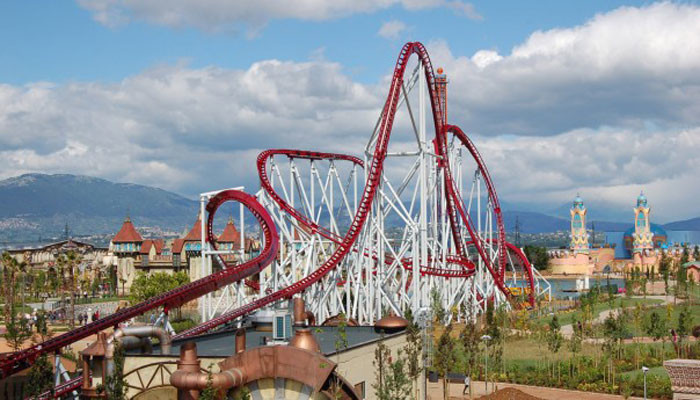
Il launched coaster Shock a MagicLand. Il launch track, ovvero la porzione dove il treno viene accelerato, è visibile in basso a sinistra

In Italia ci sono soltanto due launched coaster operativi: iSpeed a Mirabilandia e Shock a MagicLand.